# سوزان كوهنر
سوزان كوهنر (بالإنجليزية: Susan Kohner)‏ هي ممثلة أمريكية، ولدت في 11 نوفمبر 1936 بلوس أنجلوس في الولايات المتحدة.

## ترشيحات
- جائزة الأوسكار لأفضل ممثلة مساعدة (1959)

## وصلات خارجية
- سوزان كوهنر على موقع IMDb (الإنجليزية)
- سوزان كوهنر على موقع ألو سيني (الفرنسية)
- سوزان كوهنر على موقع تيرنر كلاسيك موفيز (الإنجليزية)
- سوزان كوهنر على موقع أول موفي (الإنجليزية)
- سوزان كوهنر على موقع قاعدة بيانات برودواي على الإنترنت (الإنجليزية)
- سوزان كوهنر على موقع قاعدة بيانات الأفلام السويدية (السويدية)
- سوزان كوهنر على موقع إن إن دي بي (الإنجليزية)
- سوزان كوهنر على موقع قاعدة بيانات الفيلم (الإنجليزية)
- سوزان كوهنر على موقع كينوبويسك (الروسية)